# Germaine Golding
Pour les articles homonymes, voir Golding.
Germaine Golding, née Anne Germaine Régnier le 6 juin 1887 à Dijon et morte le 14 août 1973 à Boulogne-Billancourt, est une joueuse de tennis franco-britannique de l'entre-deux-guerres.

## Biographie
Germaine Régnier est la fille de Georges Régnier, négociant en vins, fils du président de la chambre de commerce de Dijon, et de Camille Dietz, cousine du sénateur Charles Dietz-Monnin.
Elle est principalement connue sous le nom de Mme Golding depuis son mariage en 1912 avec George J.L. Golding, officier de l'armée coloniale britannique.
En 1914, elle s'incline en finale des Championnats du monde sur terre battue face à la jeune Suzanne Lenglen. Elle s'y imposera en double mixte en 1920 avec William Laurentz, puis en double dames avec Lenglen en 1921. En février 1922, il s'impose sur les courts couverts de Saint-Moritz en simple, double (avec Jeanne Vaussard) et mixte (avec Jean Borotra).
Elle atteint trois finales consécutives au Championnat de France de Roland Garros, de 1921 à 1923, toutes perdues contre Suzanne Lenglen. Elle est à l'époque la deuxième meilleure joueuse de France. En 1926, elle manque de peu de prendre un set à la championne américaine Helen Wills au premier tour des Internationaux de France
Elle détient sept titres de championne de France sur courts couverts (1911, 1920, 1921, 1923, 1924, 1926, 1931).
À l'occasion des Jeux olympiques de 1924 à Paris, elle échoue au pied du podium dans l'épreuve de simple dames.

## Palmarès (partiel)

### Finales en simple dames
| No | Date       | Nom et lieu du tournoi       | Catégorie | Surface      | Vainqueure      | Score         |          |
| -- | ---------- | ---------------------------- | --------- | ------------ | --------------- | ------------- | -------- |
| 1  | ??/05/1910 | Championnat de France, Paris | G. Chelem | Terre (ext.) | Jeanne Matthey  | 1-6, 6-1, 9-7 | Parcours |
| 2  | 12/05/1921 | Championnat de France, Paris | G. Chelem | Terre (ext.) | Suzanne Lenglen | Forfait       | Parcours |
| 3  | 03/06/1922 | Championnat de France, Paris | G. Chelem | Terre (ext.) | Suzanne Lenglen | 6-4, 6-0      | Parcours |
| 4  | ??/05/1923 | Championnat de France, Paris | G. Chelem | Terre (ext.) | Suzanne Lenglen | 6-1, 6-4      | Parcours |

### Finales en double dames
| No | Date       | Nom et lieu du tournoi      | Catégorie | Surface      | Vainqueures                           | Partenaire      | Score    |          |
| -- | ---------- | --------------------------- | --------- | ------------ | ------------------------------------- | --------------- | -------- | -------- |
| 1  | 17/06/1914 | Championnat de France Paris | G. Chelem | Terre (ext.) | Blanche Amblard Suzanne Amblard       | Suzanne Lenglen | 6-4, 8-6 | Parcours |
| 2  | 05/06/1920 | Championnat de France Paris | G. Chelem | Terre (ext.) | Suzanne Lenglen Élisabeth d'Ayen      | Jeanne Vaussard | 6-1, 6-1 | Parcours |
| 3  | ??/05/1924 | Championnat de France Paris | G. Chelem | Terre (ext.) | Marguerite Broquedis Yvonne Bourgeois | Jeanne Vaussard | 6-3, 6-3 | Parcours |

### Finale en double mixte
| No | Date       | Nom et lieu du tournoi      | Catégorie | Surface      | Vainqueures                     | Partenaire   | Score    |          |
| -- | ---------- | --------------------------- | --------- | ------------ | ------------------------------- | ------------ | -------- | -------- |
| 1  | 03/06/1922 | Championnat de France Paris | G. Chelem | Terre (ext.) | Suzanne Lenglen Jacques Brugnon | Jean Borotra | 6-0, 6-0 | Parcours |

## Parcours en Grand Chelem (partiel)
Si l’expression « Grand Chelem » désigne classiquement les quatre tournois les plus importants de l’histoire du tennis, elle n'est utilisée pour la première fois qu'en 1933, et n'acquiert la plénitude de son sens que peu à peu à partir des années 1950.

### En simple dames
| Année | Championnat d'Australasie Championnat d'Australie | Championnat d'Australasie Championnat d'Australie | Championnat de France Internationaux de France | Championnat de France Internationaux de France | Wimbledon       | Wimbledon   | US National | US National |
| ----- | ------------------------------------------------- | ------------------------------------------------- | ---------------------------------------------- | ---------------------------------------------- | --------------- | ----------- | ----------- | ----------- |
| 1910  | -                                                 | -                                                 | Ch. R. finale                                  | Jeanne Matthey                                 | -               | -           | -           | -           |
| 1914  | -                                                 | -                                                 | 1/2 finale                                     | Suzanne Lenglen                                | -               | -           | -           | -           |
| 1920  | -                                                 | -                                                 | 1/2 finale                                     | Suzanne Lenglen                                | -               | -           | -           | -           |
| 1921  | -                                                 | -                                                 | Ch. R. finale                                  | Suzanne Lenglen                                | -               | -           | -           | -           |
| 1922  | -                                                 | -                                                 | Ch. R. finale                                  | Suzanne Lenglen                                | -               | -           | -           | -           |
| 1923  | -                                                 | -                                                 | Finale                                         | Suzanne Lenglen                                | 1er tour (1/64) | Mrs. Gunter | -           | -           |
| 1924  | -                                                 | -                                                 | 1/2 finale                                     | Julie Vlasto                                   | -               | -           | -           | -           |
| 1925  | -                                                 | -                                                 | 3e tour (1/8)                                  | Simonne Mathieu                                | -               | -           | -           | -           |
| 1926  | -                                                 | -                                                 | 1er tour (1/16)                                | Helen Wills                                    | -               | -           | -           | -           |
| 1927  | -                                                 | -                                                 | 2e tour (1/16)                                 | Irene Bowder                                   | -               | -           | -           | -           |
| 1928  | -                                                 | -                                                 | 1er tour (1/32)                                | Jeanne Peyre                                   | -               | -           | -           | -           |
| 1930  | -                                                 | -                                                 | 3e tour (1/8)                                  | Irmgard Rost                                   | -               | -           | -           | -           |
| 1932  | -                                                 | -                                                 | 1er tour (1/32)                                | Lucia Valerio                                  | -               | -           | -           | -           |
| 1933  | -                                                 | -                                                 | 2e tour (1/16)                                 | Sylvie Jung                                    | -               | -           | -           | -           |

À droite du résultat, l’ultime adversaire.

### En double dames
| Année | Championnat d'Australasie Championnat d'Australie | Championnat d'Australasie Championnat d'Australie | Championnat de France Internationaux de France | Championnat de France Internationaux de France | Wimbledon | Wimbledon | US National | US National |
| ----- | ------------------------------------------------- | ------------------------------------------------- | ---------------------------------------------- | ---------------------------------------------- | --------- | --------- | ----------- | ----------- |
| 1914  | -                                                 | -                                                 | Ch. R. finale S. Lenglen                       | B. Amblard S. Amblard                          | -         | -         | -           | -           |
| 1920  | -                                                 | -                                                 | All comer's finale J. Vaussard                 | S. Lenglen É. d'Ayen                           | -         | -         | -           | -           |
| 1922  | -                                                 | -                                                 | 1/2 finale J. Vaussard                         | Marie Conquet Marie Danet                      | -         | -         | -           | -           |
| 1923  | -                                                 | -                                                 | 1/2 finale J. Vaussard                         | Contostavlos D. Speranza                       | -         | -         | -           | -           |
| 1924  | -                                                 | -                                                 | Finale J. Vaussard                             | M. Broquedis Y. Bourgeois                      | -         | -         | -           | -           |
| 1925  | -                                                 | -                                                 | 1/4 de finale J. Vaussard                      | Evelyn Colyer Kitty McKane                     | -         | -         | -           | -           |
| 1926  | -                                                 | -                                                 | 2e tour (1/8) J. Vaussard                      | G. Grasset S. Mathieu                          | -         | -         | -           | -           |
| 1927  | -                                                 | -                                                 | 2e tour (1/8) J. Vaussard                      | Bobbie Heine Irene Bowder                      | -         | -         | -           | -           |
| 1930  | -                                                 | -                                                 | 1er tour (1/16) L. Culbert                     | Leyla Anet Le Besnerais                        | -         | -         | -           | -           |
| 1932  | -                                                 | -                                                 | 1er tour (1/16) G. Charnelet                   | M. Canters Madzy Rollin                        | -         | -         | -           | -           |

Sous le résultat, la partenaire ; à droite, l’ultime équipe adverse.

### En double mixte
| Année | Championnat d'Australasie Championnat d'Australie | Championnat d'Australasie Championnat d'Australie | Championnat de France Internationaux de France | Championnat de France Internationaux de France | Wimbledon | Wimbledon | US National | US National |
| ----- | ------------------------------------------------- | ------------------------------------------------- | ---------------------------------------------- | ---------------------------------------------- | --------- | --------- | ----------- | ----------- |
| 1922  | -                                                 | -                                                 | Ch. R. finale Jean Borotra                     | S. Lenglen J. Brugnon                          | -         | -         | -           | -           |
| 1930  | -                                                 | -                                                 | 2e tour (1/16) Couiteas de Faucamberge         | E. Harvey P. Hughes                            | -         | -         | -           | -           |

Sous le résultat, le partenaire ; à droite, l’ultime équipe adverse.

## Parcours aux Jeux olympiques

### En simple dames
| # | Date       | Nom de l'olympiade           | Surface      | Résultat                 | Ultime adversaire | Score         |          |
| - | ---------- | ---------------------------- | ------------ | ------------------------ | ----------------- | ------------- | -------- |
| 1 | 13/07/1924 | Jeux olympiques d'été, Paris | Terre (ext.) | 4e place (petite finale) | Kitty McKane      | 5-7, 6-3, 6-0 | Parcours |

### En double dames
| # | Date       | Nom de l'olympiade          | Surface      | Résultat      | Partenaire      | Ultimes adversaires            | Score    |          |
| - | ---------- | --------------------------- | ------------ | ------------- | --------------- | ------------------------------ | -------- | -------- |
| 1 | 13/07/1924 | Jeux olympiques d'été Paris | Terre (ext.) | 1/4 de finale | Jeanne Vaussard | Evelyn Colyer Dorothy Shepherd | 6-2, 6-2 | Parcours |